# Sandra Vilanova
Sandra Vilanova Tous (Barcelona, España, 1 de enero de 1981) es una exfutbolista española. Su último club fue el RCD Espanyol, donde se desempeñaba como centrocampista.
Internacional con la selección femenina de fútbol de España, es una de las más longevas de dicha selección, ya que lleva en ella desde el año 2003.

## Clubes
| Club                        | País   | Año         |
| --------------------------- | ------ | ----------- |
| U.D. Castellar              | España | 1994-1997   |
| Playas de Calviá            | España | 1997 - 2000 |
| Levante UD                  | España | 2000 - 2008 |
| Rayo Vallecano              | España | 2008 - 2010 |
| RCD Espanyol                | España | 2010 - 2011 |
| Atlético de Madrid Femenino | España | 2011 - 2012 |
| RCD Espanyol                | España | 2012 - 2013 |